# Мухаммед Юсуф
Мухаммед Юсуф (январь 1914, Кабул — 23 января 1998, Германия) — афганский государственный деятель и учёный, премьер-министр Афганистана в 1963—1965 годах.

## Биография
Мухаммед Юсуф родился в январе 1914 года в Кабуле в аристократической пуштунской семье.

### Образование
Окончил лицей Неджат в Кабуле (с обучением на немецком языке), получил высшее образование в Мюнхенском и Геттингенском университетах (Германия). Имел докторскую степень в области физики. Профессор (1944).

### Преподаватель и администратор
- В 1940-е годы был преподавателем, профессором, деканом естественно-научного факультета Кабульского университета[1].
- С 1947 года — начальник управления профессионального образования министерства просвещения[1].
- С 1949 года — заместитель министра просвещения[1]. Выступал против участия студентов в политической деятельности.
- В 1952 году — назначен представителем по культурным связям в Европе[1], директор Афганского культурного центра в Мюнхене.
- В 1953—1963 годах — министр горных дел и промышленности в правительстве Мухаммеда Дауда. Неоднократно участвовал в экономических переговорах с различными странами, в 1957, 1960 и 1961 годах посещал СССР[1].

### Премьер-министр
10 марта 1963 года был назначен премьер-министром Афганистана, став первым афганским премьером некоролевских кровей. 14 марта 1963 года сформировал кабинет, в котором также занял пост министра иностранных дел и сохранил за собой министерство горных дел и промышленности. Излагая программу своего правительства, М.Юсуф заявил, что будет проводить традиционную внешнюю политику нейтралитета и неприсоединения, подтвердил верность принципам Бандунгской и Белградской конференций неприсоединившихся стран. В период пребывания Мухаммеда Юсуфа на посту главы правительства были предприняты шаги по либерализации политической жизни: принята Конституция 1964, прошли выборы в парламент в 1965. Однако деятельность правительства вызывала недовольство как левых радикалов из основанной в 1965 Народно-демократической партии Афганистана так и активистов нарождавшегося исламистского движения.
24 октября 1965 полиция разогнала студенческую демонстрацию в Кабуле, участники которой обвиняли ряд министров в коррупции и требовали изменения состава правительства. Во время разгона при стрельбе в толпу погибли четыре студента. Это событие и продолжавшиеся антиправительственные демонстрации привели к отставке кабинета министров Мухаммеда Юсуфа.

### Дипломат и эмигрант
- В 1966—1973 — посол в ФРГ.
- В 1973 был послом в СССР, отозван в июле того же года, после свержения монархии.

После 1978 года находился в эмиграции, был сторонником свергнутого короля Захир Шаха. Публиковался в эмигрантской прессе. В 1994 году участвовал в Гератской конференции, организованной правительством Бурхануддина Раббани.

## Семья
Отец — Мухаммед Хасан. По этнической принадлежности — пуштун. 
Сын — Касем Искандер Ибрагим Мохаммед Юсуфзай (родился в 1938 году в Кабуле, повешен талибами в 1996 году в Кабуле). 
Внучка — Дарья Митина.